# Melalgus confertus
Melalgus confertus är en skalbaggsart som först beskrevs av Leconte 1866.  Melalgus confertus ingår i släktet Melalgus och familjen kapuschongbaggar. Inga underarter finns listade i Catalogue of Life.

## Bildgalleri

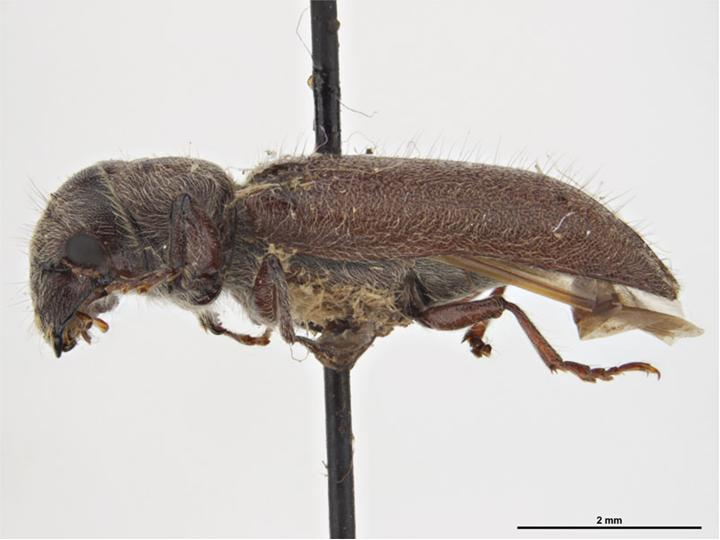